# Предупреждение
„Предупреждение“ е студиен албум на Лили Иванова, издаден през 1980 година от звукозаписната компания „Балкантон“ на грамофонна плоча с каталожен номер ВТА 10652. Албумът се състои от общо 12 песни. Песента „Детелина“ е най-големият хит от този албум, следвана от „Бялата птица“ и „Предупреждение“.

### Първа страна
1. „Предупреждение“ (текст: Дамян Дамянов, музика: Тончо Русев, аранжимент: Иван Кутиков)
2. „Посвещение“ (текст: Димитър Точев, музика: Александър Йосифов, аранжимент: Константин Драгнев)
3. „Златен ключ“ (текст: Георги Начев, музика: Морис Аладжем, аранжимент: Иван Пеев)
4. „Бялата птица“ (текст: Асен Ошанов, музика и аранжимент: Иван Пеев)
5. „Маргарита“ (текст: Христо Ясенов, музика и аранжимент: Митко Щерев)
6. „Обич за омраза“ (текст: Димитър Керелезов, музика и аранжимент: Митко Щерев)

### Втора страна
1. „Заклинание“ (текст: Павел Матев, музика: Александър Йосифов, аранжимент: Константин Драгнев)
2. „Огън за двама“ (текст: Йордан Янков, музика: Зорница Попова, аранжимент: Иван Пеев)
3. „Ако изчезнеш“ (текст: Надежда Захариева, музика: Тончо Русев, аранжимент: Асен Гаргов)
4. „Разсъмване“ (текст: Павел Матев, музика: Александър Йосифов, аранжимент: Константин Драгнев)
5. „На сбогуване“ (текст: Дамян Дамянов, музика: Тончо Русев, аранжимент: Асен Гаргов)
6. „Детелина“ (текст: Асен Ошанов, музика и аранжимент: Асен Гаргов)